# Ribediget
Ribe Diget er et 18,5 km langt dige, som begynder ved Roborghus ved Tjæreborg og ender ud for Vester Vedsted. Diget omfatter også Nordre Fløjdige på 505 m og det 2,7 km lange Søndre Fløjdige, der strækker sig vinkelret ind i landet syd for Vester Vedsted. Diget, som har en højde på knap 7 m, blev bygget 1911‑14 og sidst forstærket i slutningen af 1970’erne. Fløjdigerne blev forstærket i 1990’erne. Diget og Kammmerslusen har siden 1912 formået at beskytte Ribemarsken og værdierne bag diget mod Vadehavets tilbagevendende stormfloder.
Foruden Kammerslusen er der langs Ribe dige tre frisluser fra nord ved Darum bæk, Kongeåens udløb og Vester Vedsted bæk. Bagvand dannes af vandet fra åløbende hvis vandet ikke kan komme ud. De tre frisluser fører vandet gennem diget i en tunnel. På tunnelens yderside findes sluseporten som på alle fire frisluser er selvvirkende. Det vil sige, det er vandet, der bestemmer, om porten skal være åben eller lukket. Er vandstanden
højest indenfor diget, vil porten være åben, er derimod vandstanden i havet højest, vil porten være lukket.
Langt mindre alvorlige stormfloder ville uden diget og slusen kunne mærkes i marsken og byerne bag digerne, for store dele af området ligger under 2 m over havets overflade.

## Historie
Med tabet af Sønderjylland i 1864 mistede Danmark 1/3 af sit areal. Nederlaget og den teknologiske udvikling satte jordforbedrings- og opdyrkningsprojekter i gang over hele landet, ofte støttet af Hedeselskabet, som blev stiftet i 1866.
Anlæggelsen af Ribe Diget blev besluttet, efter at en stormflod i 1909 førte til store oversvømmelser i Ribe.
Efter lokalt forarbejde og pres fra folketingsmand Søren Brorsen fra Nørre Farup vedtog Folketinget i 1909 digeloven, som sikrede økonomien, og arbejdet med at måle op og købe jord begyndte. Der blev samme år oprettet et digelag, hvis vigtigste opgave er at sikre digets vedligeholdelse.
Ribediget blev opført 1911-1915. En stormflod i 1911 ødelagde og forsinkede en del af arbejdet, men understregede også behovet for det 6 m høje dige.
Efter Genforeningen i 1920 blev diget forlænget ned til den nye grænse, og det 13 km lange Kong Christian X’s Dige, også kaldet Rejsbydiget, stod færdigt i 1925. Diget blev forhøjet og forstærket i 1924, 1978-1980 og i 1990’erne, og foran diget er der dannet ny marsk. Under opførelsen af Rejsby Diget druknede 19 arbejdere den 30. august 1923.
Under den store storm i december 1999, slog vandet i bølgeslag ind over Ribedigets top. Det skete heldigvis ved laveste vandstand. Var det sket ved højeste vandstand, havde vandstanden været omkring halvanden meter højere, og så havde det fået fatale konsekvenser for de byer og områder, der ligger bag Ribediget.
Diget og slusen har siden 1912 formået at beskytte Ribemarsken og værdierne bag diget mod Vadehavets tilbagevendende stormfloder. Sidst anlægget for alvor blev testet, var under orkanen den 3. december 1999, hvor vandstanden i Vadehavet var over 5 m, og dertil skal lægges bølgernes højde og opløb på diget. Diget er 7 meter højt, og bølgerne skvulpede over de lidt lavere dobbelte stormporte i kammerslusen, men det holdt!